# Japán az 1952. évi téli olimpiai játékokon
Japán a norvégiai Oslóban megrendezett 1952. évi téli olimpiai játékok egyik részt vevő nemzete volt. Az országot az olimpián 5 sportágban 13 sportoló képviselte, akik érmet nem szereztek.

## Alpesisí
Férfi
| Versenyző        | Versenyszám      | 1. futam | 1. futam | 2. futam | 2. futam | Összesítés | Összesítés |
| Versenyző        | Versenyszám      | Idő      | Hely.    | Idő      | Hely.    | Idő        | Helyezés   |
| ---------------- | ---------------- | -------- | -------- | -------- | -------- | ---------- | ---------- |
| Igaja Csiharu    | Lesiklás         |          |          |          |          | 2:45,0     | 24.        |
| Igaja Csiharu    | Műlesiklás       | 1:02,6   | 14.      | 1:03,1   | 10.      | 2:05,7     | 11.        |
| Igaja Csiharu    | Óriás-műlesiklás |          |          |          |          | 2:36,1     | 20.        |
| Mizugami Hiszasi | Lesiklás         |          |          |          |          | kizárták   | kizárták   |
| Mizugami Hiszasi | Műlesiklás       | 1:12,8   | 52.      | kiesett  | kiesett  | kiesett    | kiesett    |
| Mizugami Hiszasi | Óriás-műlesiklás |          |          |          |          | 2:40,9     | 26.        |

## Északi összetett
| Versenyző           | Síugrás  | Síugrás  | Síugrás  | Síugrás  | Síugrás  | Síugrás  | Síugrás | Síugrás | Sífutás | Sífutás | Sífutás | Összesítés | Összesítés |
| Versenyző           | 1. ugrás | 1. ugrás | 2. ugrás | 2. ugrás | 3. ugrás | 3. ugrás | Össz.   | Össz.   | Sífutás | Sífutás | Sífutás | Összesítés | Összesítés |
| Versenyző           | Távolság | Pont     | Távolság | Pont     | Távolság | Pont     | Pont    | Hely.   | Idő     | Pont    | Hely.   | Pont       | Helyezés   |
| ------------------- | -------- | -------- | -------- | -------- | -------- | -------- | ------- | ------- | ------- | ------- | ------- | ---------- | ---------- |
| Fudzsiszava Rjóicsi | 61,5     | 99,0     | 59,5     | (96,0)   | 63,0     | 102,0    | 201,0   | 10.     | 1:14:41 | 195,333 | 18.     | 396,333    | 14.        |

## Gyorskorcsolya
| Versenyző           | Versenyszám | Eredmény | Helyezés |
| ------------------- | ----------- | -------- | -------- |
| Aoki Maszanori      | 500 m       | 44,8     | 12.*     |
| Aoki Maszanori      | 1500 m      | 2:26,9   | 23.      |
| Gomi Josijaszu      | 5000 m      | 8:38,6   | 10.      |
| Gomi Josijaszu      | 10 000 m    | 17:53,0~ | 14.      |
| Kudó Szukenobu      | 500 m       | 44,9     | 15.*     |
| Kudó Szukenobu      | 1500 m      | 2:31,6   | 33.      |
| Szató Cuneo         | 500 m       | 45,2     | 18.      |
| Szató Cuneo         | 1500 m      | 2:23,9   | 11.      |
| Szugavara Kazuhiko  | 5000 m      | 8:44,4   | 15.      |
| Szugavara Kazuhiko  | 10 000 m    | 17:34,0  | 7.       |
| Takabajasi Kijotaka | 500 m       | 44,1     | 6.*      |
| Takabajasi Kijotaka | 1500 m      | 2:32,0   | 34.      |

* - egy másik versenyzővel azonos eredményt ért el

~ - a futam során elesett

## Sífutás
Férfi
| Versenyző           | Versenyszám | Eredmény | Helyezés |
| ------------------- | ----------- | -------- | -------- |
| Fudzsiszava Rjóicsi | 18 km       | 1:14:41  | 61.*     |
| Jamamoto Kenicsi    | 18 km       | 1:08:49  | 22.      |

* - egy másik versenyzővel azonos eredményt ért el

## Síugrás
| Versenyző           | 1. ugrás | 1. ugrás | 1. ugrás | 2. ugrás | 2. ugrás | 2. ugrás | Összesítés | Összesítés |
| Versenyző           | Távolság | Pont     | Hely.    | Távolság | Pont     | Hely.    | Pont       | Helyezés   |
| ------------------- | -------- | -------- | -------- | -------- | -------- | -------- | ---------- | ---------- |
| Fudzsiszava Rjóicsi | 57,5     | 93,5     | 34.      | 55,5     | 90,0     | 38.*     | 183,5      | 34.        |
| Josizava Hirosi     | 59,5     | 95,0     | 30.*     | 56,5     | 87,5     | 42.      | 182,5      | 36.*       |
| Kavasima Kózó       | 59,5     | 59,0~    | 43.      | 56,0     | 89,0     | 40.      | 148,0      | 42.        |
| Vatanabe Tacuo      | 59,0     | 95,0     | 30.*     | 59,0     | 94,0     | 27.*     | 189,0      | 27.*       |

* - egy másik versenyzővel azonos eredményt ért el

~ - az ugrás során elesett